# Bostrychoplites vernicatus
Bostrychoplites vernicatus is een keversoort uit de familie boorkevers (Bostrichidae). De wetenschappelijke naam van de soort is voor het eerst geldig gepubliceerd in 1923 door Lesne.